# Sportcomplex Sorghvliedt
El Sportcomplex Sorghvliedt es un pabellón deportivo en Amberes, en la provincia de Amberes, en el país europeo de Bélgica, donde el club KV Sasja HC Hoboken de la primera división nacional y el club de balonmano femenino ACS Antwerpen, que también juega en la primera división nacional, juegan sus partidos. Tiene una capacidad de 950 asientos. En este recinto se desarrollaron las finales de la liga BeNeLux 2010-2011.